# 23329 Josevega
23329 Josevega è un asteroide della fascia principale. Scoperto nel 2001, presenta un'orbita caratterizzata da un semiasse maggiore pari a 2,3200236 UA e da un'eccentricità di 0,0497170, inclinata di 6,44421° rispetto all'eclittica.